# Поломерское
Поломерское — деревня в составе Глуховского сельсовета в Воскресенском районе Нижегородской области.

## География
Находится в левобережье Ветлуги на расстоянии примерно 8 километров по прямой на северо-восток от районного центра поселка  Воскресенское.

## История
Деревня известна с XIX века, название по местной речке. Входила в Макарьевский уезд Нижегородской губернии. Последний владелец Кондратьева-Барбашева. В 1859 году учтено было 44 двора и 291 житель. В 1911 году учтено 55 дворов, в 1925 году 417 жителей.

## Население
Постоянное население составляло 47 человек (русские 100%) в 2002 году, 34 в 2010 году .